# Куперстаун (Пенсільванія)
Куперстаун (англ. Cooperstown) — місто (англ. borough) в США, в окрузі Венанго штату Пенсільванія. Населення — 399 осіб (2020).

## Географія
Куперстаун розташований за координатами 41°29′59″ пн. ш. 79°52′25″ зх. д. / 41.49972° пн. ш. 79.87361° зх. д. (41.499800, -79.873626).  За даними Бюро перепису населення США в 2010 році місто мало площу 1,43 км², уся площа — суходіл.

## Демографія
Згідно з переписом 2010 року, у селищі мешкало 460 осіб у 185 домогосподарствах у складі 137 родин. Густота населення становила 321 особа/км².  Було 197 помешкань (137/км²).
Расовий склад населення:
| - 98,9 % — білих - 0,4 % — чорних або афроамериканців - 0,4 % — азіатів - 0,2 % — корінних американців |

До двох чи більше рас належало 0,0 %. Частка іспаномовних становила 0,4 % від усіх жителів.
За віковим діапазоном населення розподілялося таким чином: 23,7 % — особи молодші 18 років, 58,3 % — особи у віці 18—64 років, 18,0 % — особи у віці 65 років та старші. Медіана віку мешканця становила 43,2 року. На 100 осіб жіночої статі у селищі припадало 104,4 чоловіків;  на 100 жінок у віці від 18 років та старших — 90,8 чоловіків також старших 18 років.
Середній дохід на одне домашнє господарство  становив 56 094 долари США (медіана — 50 769), а середній дохід на одну сім'ю — 60 287 доларів (медіана — 55 536). Медіана доходів становила 40 909 доларів для чоловіків та 32 188 доларів для жінок. За межею бідності перебувало 9,9 % осіб, у тому числі 16,1 % дітей у віці до 18 років та 9,9 % осіб у віці 65 років та старших.
Цивільне працевлаштоване населення становило 290 осіб. Основні галузі зайнятості: виробництво — 30,7 %, освіта, охорона здоров'я та соціальна допомога — 18,6 %, роздрібна торгівля — 13,1 %, публічна адміністрація — 9,3 %.